# Xã Richland, Quận Stoddard, Missouri
Xã Richland (tiếng Anh: Richland Township) là một xã thuộc quận Stoddard, tiểu bang Missouri, Hoa Kỳ. Năm 2010, dân số của xã này là 1.414 người.